# 마렌티노
마렌티노(이탈리아어: Marentino)는 이탈리아 피에몬테주의 토리노 광역시에 있는 코무네로, 토리노에서 동쪽으로 약 13km(8mi) 정도 떨어져 있다.
마렌티노는 시올체, 몬쿠코토리네세, 몬탈도토리네세, 아리냐노 및 안데체노와 접해 있다.